# Kusch (Bibel)
In der Bibel ist Kusch (hebräisch כּוּשׁ) der Name eines der Enkel Noachs (Gen 10,1+6 ) und bezeichnet dessen Nachkommenschaft (Gen 10,7 ), die Kuschiter, sowie die Länder, in denen kuschitische Völker leben (Gen 10,10–12 ).
Der Name Kusch findet sich auch in ägyptischen Quellen und bezeichnet dort die Region Nubien. Am Ende des 8. Jahrhunderts v. Chr. eroberten die nubischen Herrscher des Reiches von Kusch sogar für fast 50 Jahre die Macht in Ägypten. Daher werden die Kuschiten in der Bibel meist als dunkelhäutige Bewohner Afrikas vorgestellt (in der Übersetzung von Martin Luther wurden sie ursprünglich als „Mohren“ bezeichnet). Allerdings berichtet die Bibel auch über Kuschiten als Bewohner Palästinas und Arabiens.
Von diesen zu unterscheiden sind die heutigen Sprecher kuschitischer Sprachen in Äthiopien und Somalia (deren Sprache jedoch nach den biblischen Kuschiten benannt ist).

## Der Stammvater
Dem Tanach zufolge geht die gesamte Menschheit nach der Sintflut auf die drei Söhne Noachs, Sem, Ham, und Jafet zurück. Die Kuschiter stammen demnach von Kusch, dem ältesten Sohn des Ham, ab. Laut Gen 10,6–20  waren die Brüder Kuschs: Mizraim („Ägypten“), Put („Libyen“? vielleicht Punt?) und Kanaan; seine Söhne: Seba, Hawila, Sabta, Ragma und Sabtecha (hierbei denkt man meist an arabische Stämme). Besonders hervorgehoben wird hierbei Kuschs Sohn Nimrod, der „tüchtige Jäger vor dem Herrn“, der zum Reichsgründer und Städtebauer in Mesopotamien und Assur erklärt wird. Hierbei wird typischerweise nicht klar zwischen Personen und den von ihnen abstammenden Sippen und Völkern unterschieden. Auch Städte und Länder haben in der biblischen Vorstellung einen Stammvater.

## Kuschiter im Nahen Osten
Von Mose wird berichtet, dass er eine Kuschitin zur Frau nahm. Im 4. Buch Mose (Num 12,1 ) machen ihm deshalb seine Geschwister Mirjam und Aaron Vorwürfe. 
Flavius Josephus erwähnte im Buch "Jüdische Altertümer" im zehnten Hauptstück als Erklärung einen Feldzug des Moses gegen Nubien vor seinem 40. Lebensjahr (Flavius selbst spricht von  Äthiopien). In Meroe heiratete Moses die dortige Prinzessin Tharbis. Diese war Kuschitin. Da Moses nach der Heimkehr allein aus Ägypten fliehen musste, wurde Zippora, die Tochter des Priesters Jitro (bzw. Reguel) (Ex 2,16–22 ) seine zweite Frau. Zippora war eine Midianiterin (genauer eine Keniterin), Angehörige eines Volkes, das wie die Israeliten den Jahwe-Kult praktizierte, und im Ostjordanland sowie im Negev siedelte.
Laut 2 Sam 18,21–31  getraute sich nur ein kuschitischer Diener, König David die Nachricht vom Tod des Abschalom zu überbringen.
Im zweiten Buch der Chronik (2 Chr 14,7–14 ) wird der Sieg König Asas, des Königs von Juda (um 900 v. Chr.), gegen eine riesige Übermacht der Kuschiter geschildert. Die Zahlen von einer Million kuschitischer Krieger mit 300 Kampfwagen, sind jedoch offensichtlich stark übertrieben. Die Erwähnung der Ortsnamen Marescha und Gerar deutet eher darauf hin, dass es sich bei diesen Kuschitern um einen kleinen Stamm im Negev handelte. Dazu passt, dass auch in 2 Chr 21,16  Kuschiter als Nachbarn der Philister und Araber erwähnt werden.
Die Vision des Propheten Habakuk „Die Zelte Kuschans sehe ich voll Unheil; auch in Midian zittern die Zelte.“ (Hab 3,7 ) könnte ebenfalls auf kuschitische Nomaden im Ostjordanland hindeuten.

## Kuschiter aus Afrika
Beim Propheten Jesaja (etwa 740 bis 701 v. Chr.) erscheinen die Kuschiter hingegen in einem anderen Zusammenhang. König Hiskija wurde gegen Ende seiner Herrschaft in den Konflikt zwischen Sanherib von Assur und den Ägyptern unter dem kuschitischen Pharao Tirhaka verwickelt (Jes 37,9 ). Kusch wird neben mächtige Länder gestellt, wie Assur, Ägypten, Elam und die „Inseln des Meeres“ (Jes 11,11 ), aus denen eines Tages der übriggebliebene Rest des Volkes Israel errettet werden wird. In Jes 18,1–7  verkündet der Prophet das Strafgericht Gottes über Kusch:

„Weh dem Land der Heuschreckenschwärme jenseits der Flüsse von Kusch. Es schickt seine Boten aus auf dem Nil, in Papyruskähnen über das Wasser. Geht, ihr schnellen Boten, zu dem hochgewachsenen Volk mit der glänzenden Haut, zu der Nation, die man weit und breit fürchtet, zu dem Volk, das kraftvoll alles zertritt, dessen Land von den Flüssen durchschnitten wird.“

In Jer 13,23  spielt der Prophet Jeremia auf die Hautfarbe der Kuschiter an. Als Jerusalem 597 v. Chr. von den Babyloniern erobert wird, setzt Nebukadnezar dort König Zidkija als Vasallen ein. Dieser koaliert hingegen mit Ägypten. Der Prophet kritisiert den König und wird daraufhin, unter Verdacht des Verrats, gefangen genommen (Jer 37 ). Laut Jer 38,7–13  ist es der kuschitische Höfling Ebed-Melech (wörtl. „Diener des Königs“), der den König auf sein Unrecht aufmerksam macht und Jeremia aus einer Zisterne befreit. Diese Geschichte von einem Entwurzelten, der sich eines Verfolgten annimmt, gehört zu den beliebtesten Geschichten der Juden, von der verschiedene Versionen im Umlauf waren.
Im Neuen Testament ist der von Martin Luther als „Kämmerer aus dem Mohrenland“ bezeichnete Afrikaner in der Apostelgeschichte (Apg 8,27 ) aufgrund des Titels Kandake für seine Königin als Kuschite identifiziert.

## Kuschiter im heutigen Israel
Kuschim, also „Kuschiter“, ist im heutigen Iwrit eine offizielle Bezeichnung für Afrikaner.